# Lithosciadium kamelinii
Lithosciadium kamelinii är en växtart i släktet Lithosciadium och familjen flockblommiga växter. Arten förekommer i norra Xinjiang och Mongoliet. Den beskrevs först av Vera Vinogradova och fick sitt nu gällande namn av Michail Pimenov.